# Maddalena penitente (Cagnacci)
La Maddalena penitente, anche nota con il titolo Conversione della Maddalena, è una pittura a olio dell'inizio degli anni 1660 del pittore italiano del Barocco Guido Cagnacci. Raffigura Maria Maddalena, accanto alla sorella Marta, nel momento nel quale si pente, cui fa eco una coppia allegorica della Virtù, un angelo, che scaccia il Vizio, un diavolo. Il dipinto fa parte della collezione del Norton Simon Museum.

## Storia
Probabilmente l'opera venne dipinta nella Vienna dell'imperatore Leopoldo I, ma nel 1665 il dipinto si trovava sicuramente nella collezione del duca di Mantova Carlo II Gonzaga. I Gonzaga avevano dei rapporti stretti con la famiglia imperiale, pertanto potrebbe essere stato un regalo diplomatico o un acquisto da Leopoldo I. Nel 1711 il quadro giunse in Inghilterra ed entrò nella collezione del duca di Portland. Il dipinto rimase nelle isole britanniche per altri 250 anni, finché non venne acquistato ad un'asta dal collezionista statunitense Norton Simon nel 1981.

## Descrizione

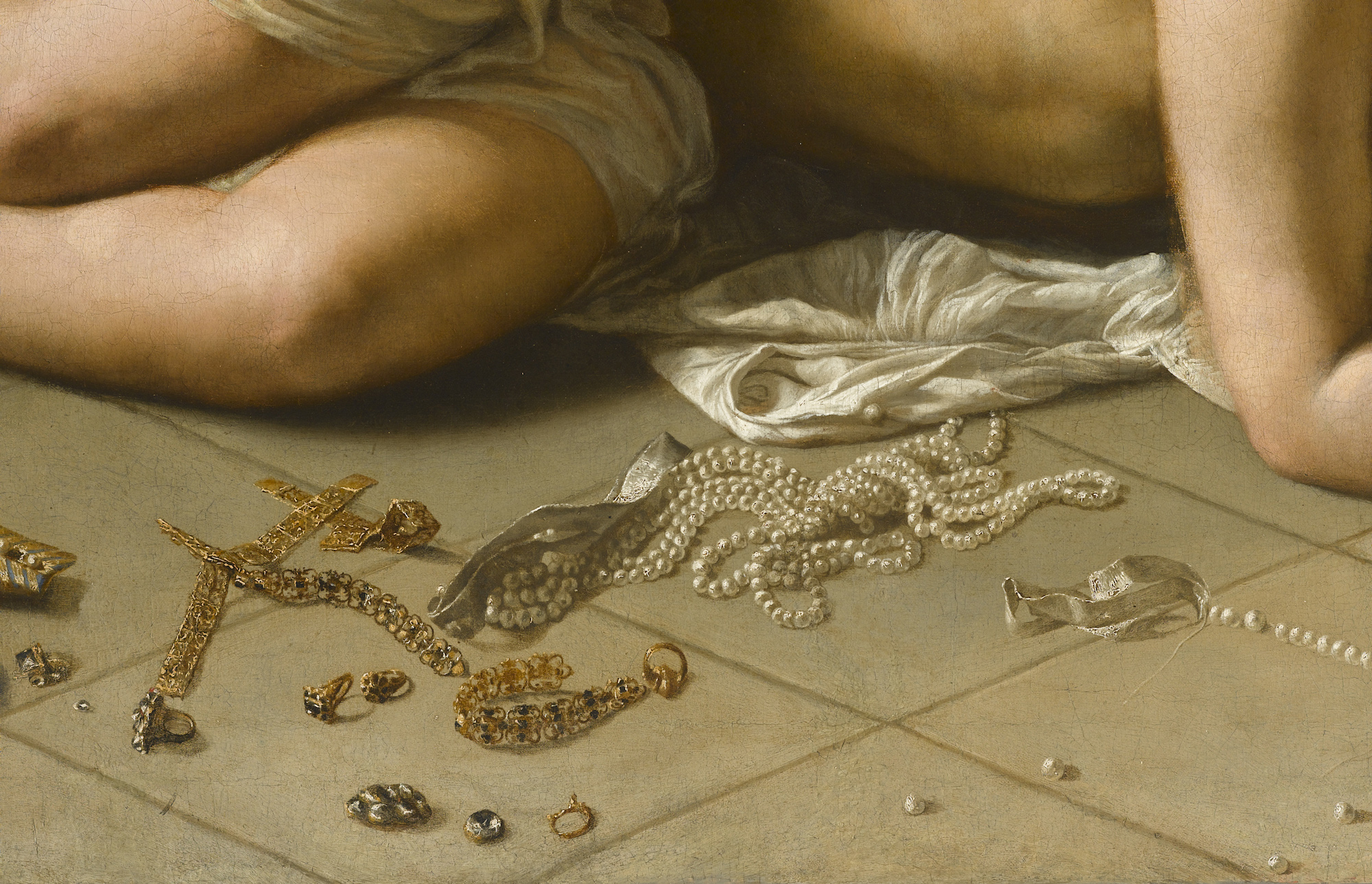
Un dettaglio dei gioielli.

Il tema artistico (che unisce la sofferenza e il peccato, la spiritualità e la sensualità) della Maddalena penitente venne affrontato più volte dal Cagnacci nel corso della sua vita, e tra le tele che egli dipinse spicca questa. Maria Maddalena è sdraiata a terra, al centro della scena. Attorno a lei sono sparsi dei gioielli e una collana di perle parzialmente rotta (come se lei se la fosse strappata di dosso), mentre nel lato sinistro dell'opera si trovano una veste e delle scarpe color blu e oro, tutti simboli del lusso dipinti fin nei minimi particolari. La donna, coperta solo da un panno bianco sulle cosce, tiene le mani giunte mentre medita e comincia a pentirsi del suo passato peccaminoso. Nella parte opposta si trova Marta, che esorta la sorella ab abbandonare una vita dedita al vizio, al lusso e al peccato.
Dietro c'è un angelo seminudo armato con un bastone che scaccia dalla casa un demone, il quale da un'ultima occhiata alla penitente mentre si morde un dito: è un'allegoria del trionfo della Virtù sul Vizio, che simboleggia la conversione della Maddalena. Sempre nello sfondo sono presenti due figure muliebri, forse delle serve, che escono dalla stanza. In basso a destra è presente la firma in latino GVIDVS CAGNACCIVS INVENTOR, che simboleggia come questa rappresentazione delle due sorelle sante fosse originale per quei tempi.